# ایم شی وان
ایم شی وان (کره‌ای: 임시완؛ زادهٔ ۱ دسامبر ۱۹۸۸) خواننده و بازیگر اهل کره جنوبی است. او عضو گروه موسیقی زی:آ و زیر گروه زی:آ فایو است. از جمله نقش‌آفرینی‌های شناخته‌شدهٔ او می‌توان به وکیل مدافع، میسنگ: زندگی ناتمام، پادشاه عاشق و غریبه‌هایی از جهنم اشاره کرد.

## ترانه‌شناسی

### تک‌آهنگ‌ها
| عنوان                                  | سال  | آلبوم                                 |
| -------------------------------------- | ---- | ------------------------------------- |
| «ولی خب.. هنوزم..» (그래도.. 그래서..) | ۲۰۱۴ | قسمت ۵ موسیقی متن میسنگ: زندگی ناتمام |
| «قلب من» (내 마음은)                   | ۲۰۱۷ | قسمت ۴ موسیقی متن پادشاه عاشق         |
| «من و تو» (나 그리고 너)               | ۲۰۲۱ | قسمت ۱۲ موسیقی متن ران آن             |
| «آتش» (파이어)                         | ۲۰۲۲ | قسمت ۵ موسیقی متن ردیاب               |

## فیلم‌شناسی

### فیلم
| سال  | عنوان                      | نقش           | توضیحات                                 | منابع                |
| ---- | -------------------------- | ------------- | --------------------------------------- | -------------------- |
| ۲۰۱۳ | زندگی ناتمام: پیش‌درآمد     | جانگ گو ره    | فیلم کوتاه                              | [ ۶ ]                |
| ۲۰۱۳ | وکیل مدافع                 | پارک جین وو   |                                         | [ ۷ ]                |
| ۲۰۱۴ | ریو ۲                      | بلو           | صداگذاری کره‌ای – صداپیشه                | [ ۸ ]                |
| ۲۰۱۶ | یک ملودی برای به‌خاطر سپردن | هان سانگ ریول |                                         | [ ۹ ]                |
| ۲۰۱۷ | یک خط                      | لی مین جه     |                                         | [ ۱۰ ]               |
| ۲۰۱۷ | بی‌رحم                      | جو هیون سو    | در جشنواره فیلم کن ۲۰۱۷ به نمایش درآمد. | [ ۱۲ ]               |
| ۲۰۲۲ | اعلام وضعیت اضطراری        | جین سوک       | در جشنواره فیلم کن ۲۰۲۱ به نمایش درآمد. | [ ۱۴ ] [ ۱۵ ] [ ۱۶ ] |
| ۲۰۲۳ | قفل باز شده                | جون یونگ      | فیلم نتفلیکس                            | [ ۱۷ ] [ ۱۸ ]        |
| ۲۰۲۳ | راه بوستون                 | سو یون بوک    |                                         | [ ۱۹ ]               |

### مجموعه تلویزیونی
| سال       | عنوان                 | نقش                        | توضیحات                       | منابع         |
| --------- | --------------------- | -------------------------- | ----------------------------- | ------------- |
| ۲۰۱۰      | پرنسس دادستان         | مردی در کلاب               | حضور افتخاری (قسمت ۲)         | [ ۲۰ ]        |
| ۲۰۱۰      | همه چیز درمورد ازدواج | کارآموز                    | حضور افتخاری (قسمت ۱۸)        | [ ۲۱ ]        |
| ۲۰۱۰      | گلوریا                | کارآموز                    | حضور افتخاری (قسمت ۱۱ و ۱۴)   | [ ۲۲ ]        |
| ۲۰۱۲      | افسانه خورشید و ماه   | جوانی هو یوم               |                               | [ ۲۳ ]        |
| ۲۰۱۲      | مردی از استوا         | جوانی لی جانگ ایل          |                               | [ ۲۴ ]        |
| ۲۰۱۲      | استندبای              | ایم شی وان                 |                               | [ ۲۵ ]        |
| ۲۰۱۲      | پاسخ به ۱۹۹۷          | افسری در سئول              | حضور افتخاری (قسمت ۴)         | [ ۲۶ ]        |
| ۲۰۱۳      | کمی عشق               | جوانی جونگ وو سونگ         | حضور ویژه                     | [ ۲۷ ]        |
| ۲۰۱۳      | در انتظار عشق         | جونگ جین کوک               | درام ویژه                     | [ ۲۸ ]        |
| ۲۰۱۴      | مثلث                  | جانگ دونگ وو / یون یانگ ها |                               | [ ۲۹ ]        |
| ۲۰۱۴      | میسنگ: زندگی ناتمام   | جانگ گو ره                 |                               | [ ۳۰ ]        |
| ۲۰۱۷      | پادشاه عاشق           | وانگ وون                   |                               | [ ۳۱ ]        |
| ۲۰۱۹      | غریبه‌هایی از جهنم     | یون جونگ وو                |                               | [ ۳۲ ]        |
| ۲۰۲۰–۲۰۲۱ | ران آن                | کی سون گیوم                |                               | [ ۳۳ ]        |
| ۲۰۲۲      | ردیاب                 | هوانگ دونگ جو              |                               | [ ۳۴ ] [ ۳۵ ] |
| ۲۰۲۲      | سی و نه               | ایم شی وان                 | حضور افتخاری (قسمت ۱۰)        | [ ۳۶ ] [ ۳۷ ] |
| ۲۰۲۲      | تابستان درخشان        | آن ده بوم                  |                               | [ ۳۸ ]        |
| ۲۰۲۳      | گمشده: آن سوی دیگر    | مرد مرموز                  | فصل ۲ (حضور افتخاری؛ قسمت ۱۴) | [ ۳۹ ]        |

### مجموعه اینترنتی
| سال  | عنوان             | نقش                      | توضیحات   | منابع  |
| ---- | ----------------- | ------------------------ | --------- | ------ |
| ۲۰۱۶ | مرد گربه‌ای من     | جی بک                    |           | [ ۴۰ ] |
| ۲۰۲۳ | روزی روزگاری بچگی | جانگ بیونگ ته            |           | [ ۴۱ ] |
| ۲۰۲۴ | بازی مرکب         | لی میونگ گی (بازیکن ۳۳۳) | فصل ۲ و ۳ | [ ۴۲ ] |

### برنامه تلویزیونی
| سال  | عنوان           | نقش          | توضیحات | منابع  |
| ---- | --------------- | ------------ | ------- | ------ |
| ۲۰۱۲ | تولد یک خانواده | عضو بازیگران |         | [ ۴۳ ] |
| ۲۰۲۱ | خانه روی چرخ    | عضو بازیگران | فصل ۲   | [ ۴۴ ] |

## تئاتر موزیکال
| سال  | عنوان                           | نقش  | توضیحات                    | منابع  |
| ---- | ------------------------------- | ---- | -------------------------- | ------ |
| ۲۰۱۳ | جوزف و روتختی رنگارنگ شگفت‌انگیز | جوزف | ۱۹ فوریه - ۱۲ مارس در سئول | [ ۴۵ ] |